# Silbenschrift

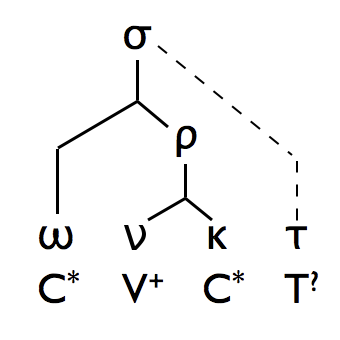
Segmentierung der Sprechsilbe (σ) in Reim (ρ), fakultatives konsonantisches (C^{*}) Onset (ω), obligatorischen vokalischen (V^{+}) Nukleus (ν), fakultative konsonantische Koda (κ) und ggf. tonalen (T^{?}) Ton (τ)

Silbenschriften oder Syllabographie sind phonographische Schriftsysteme (Lautschriften), bei denen die Schriftzeichen (Grapheme) überwiegend für größere Einheiten stehen als es die Buchstaben von Alphabetschriften tun (welche mit phonologischen Segmenten, d. h. Konsonanten C und Vokalen V, korrelieren). Dabei ist die eigentliche Silbenschrift zu unterscheiden von einer Abugida, welche aus Zeichen für Lautsegmente besteht, die zu einer Silbendarstellung zusammengruppiert werden.
Das Inventar einer Silbenschrift heißt Syllabar und umfasst normalerweise einige Dutzend bis wenige hundert Zeichen, die Syllabogramme genannt werden. Silbenschriften stehen damit in der visuellen Komplexität zwischen alphabetischen Segmentalschriften und morphographischen Schriftsystemen.
Dargestellt wird je „Silbenzeichen“ höchstens eine ganze Sprechsilbe (σ), häufig aber auch nur Teile davon, die miteinander kombiniert werden müssen. Am häufigsten sind dies CV-Syllabogramme, also Kombinationen aus Anlaut und Gipfel (ων), eher selten umgekehrt VC aus Gipfel und Auslaut (νκ), beides in der Regel kombiniert mit „Vokalzeichen“ V für den Gipfel (ν) und gelegentlich auch einzelne „Konsonantenzeichen“ C.

## Verbreitung
Die meisten der im Altertum, aber auch der bis in die mittlere Neuzeit autonom, d. h. ohne großen Einfluss bestehender Verschriftungen, entwickelten sog. autochthonen Schriftsysteme verwenden ausschließlich oder hauptsächlich Silbenzeichen, was darauf schließen lässt, dass es sich hierbei um den intuitivsten Ansatz der Verschriftung handeln mag. Entsprechend hoch ist der Variantenreichtum der Silbenschriften. Durch die Vorherrschaft der Segmentalschriften in Europa und dem Nahen Osten sowie die von dort ausgehende Kolonisierung und Missionierung weiter Teile der Erde, die Schrift auch in bis dahin schriftlose Kulturen brachten und mancherorts bestehende Schrifttraditionen verdrängten, ist heute allerdings das lateinische Alphabet vorherrschend.

## Phonographische Eigenschaften
| Syllabogramme | gleich                | Konsonant gleich | Vokal gleich     | verschieden                      |
| Syllabogramme | C1V1+C1V1             | C1V1+C1V2        | C1V1+C2V1        | C1V1+C2V2                        |
| ------------- | --------------------- | ---------------- | ---------------- | -------------------------------- |
| Konkatenation | /C1V1C1V1/            | /C1V1C1V2/       | /C1V1C2V1/       | /C1V1C2V2/                       |
| Synkope       | /C1V1V1/ = /C1V1:/    | /C1V1V2/         |                  |                                  |
| Prokope       | /V1C1V1/              | /V1C1V2/         |                  |                                  |
| Elision       | /C1C1V1/ = /C1:V1/    |                  | /C1C2V1/         |                                  |
| Apokope       | /C1V1C1/              |                  | /C1V1C2/         |                                  |
| Epenthese     | /C1V2V1/ ∨ /C1C2V1/   | /C1V2V1/         | /C1C2V1/         |                                  |
| Prothese      | /V2C1V1/ ∨ /C2C1V1/   | /V2C1V1/         | /C2C1V1/         |                                  |
| Elimination   | /C1/ ∨ /V1/           | /V1V2/ ∨ /V3/    | /C1C2/ ∨ /C3/    | /C1V3C2/ ∨ /V1C3V2/              |
| Fusion        | /C1V1/                | /C1V3/ ∨ /C1V3/  | /C3V1/ ∨ /C3V1:/ | /C3V3/                           |
| Rekombination | /C1V1:C1/ ∨ /V1C1:V1/ | /V1C1:V2/        | /C1V1:C2/        | /C1C2V1V2/ ∨ /C3V1V2/ ∨ /C1C2V3/ |

Welche Art von (Teil-)Silben die Syllabogramme einer Silbenschrift ohne Umwege darstellen können, hängt überwiegend von den phonologischen Eigenheiten der Sprache ab, für welche die Schrift (ursprünglich) geschaffen wurde. Manche Lautsprachen haben ein relativ regelmäßiges und beschränktes Silbeninventar, das bspw. (fast) nur aus offenen (/π ∨ ν/) oder optimalen Silben (/ων/) besteht oder (fast) nur Einzelkonsonanten in den Rändern erlaubt (/Cν/, /νC/, /CνC/, /ν/). Da durch diese Beschränkungen der lautlichen Vielfalt die nötige Zahl an Syllabogrammen gering gehalten werden kann, bieten sich diese Sprachen, anders als etwa das Deutsche mit seinen Konsonantenclustern wie in Strumpf , besonders für Silbenschriften an. Um auch irreguläre Silben schreiben zu können oder die Schrift auf eine andere Sprache anzuwenden, entwickeln sich orthographische Regeln, die der Kombination von zwei Silbenzeichen eine neue Lautung zuweisen.
Diese Regeln können einfach bis komplex sein. Häufig besagen sie lediglich, welcher Vokal oder Konsonant nicht gesprochen wird, wenn zwei Silbenzeichen hintereinander stehen, sodass eine einzige Silbe auszusprechen ist. So kann eine einfache bedeckte Silbe wie /mi/ vom Typ /C1V1/ oft mit einem Zeichen ⟨C1V1⟩ geschrieben werden, aber soll sie wie /mit/ auch geschlossen sein, /C1V1C2/, kann dies je nach Schriftsystem oder Wort mit impliziter Koda ⟨C1V1∅⟩, einem speziellen (End-)Konsonantenzeichen ⟨C1V1C2⟩, mit stummem Vokal ⟨C1V1C2V2⟩, verschwindenden Echovokal ⟨C1V1C2V1⟩, mit einem verschmelzenden Koppelvokal ⟨C1V1V1C2⟩ oder mit einem eigenen Syllabogramm ⟨C1V1C2⟩ realisiert werden.
In einer literalisierten Gesellschaft hat das verwendete Schriftsystem immer auch Einfluss auf die phonologische Wahrnehmung. So gibt es bspw. in den japanischen Silbenschriften nur ein einziges explizites Kodazeichen, das für einen nasalen Abschluss (/n, m, ŋ/ u. ä.) steht und meist als ‹n› transliteriert wird. Dadurch glauben viele Japaner, auch dann ein /u/ oder /i/ zu hören und zu sprechen, wenn ein Wort mit einem entsprechenden Syllabogramm endet, obwohl diese Vokale stumm sind (/CVC/), was auch in der Transkription anderer Sprachen genutzt wird.

## Zeichentypen

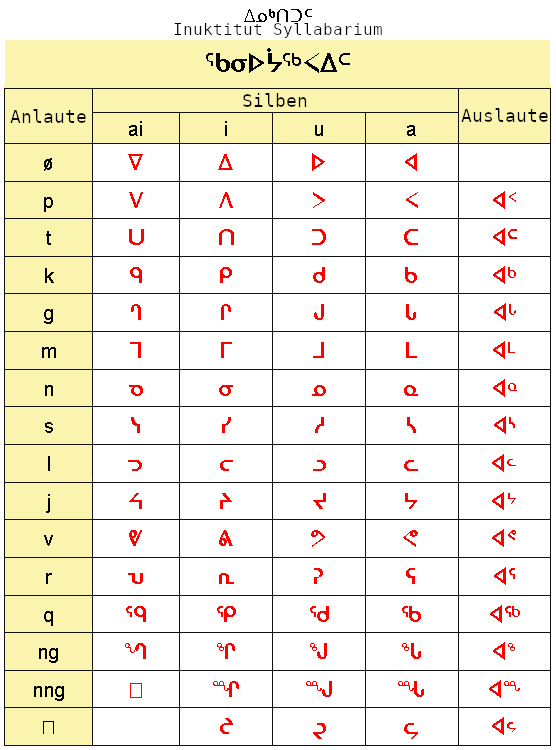
Das Inuktitut-Syllabar hat neben - auch -Syllabogramme, die sehr regelmäßig aufgebaut sind, darum ist es synthetisch und systematisch. Da die Zeichen auf hochgestellt auch als Auslautkonsonanten verwendet werden müssen, ist es aber unecht.

Die Zeichen in „synthetischen Silbenschriften“ sind teilweise motiviert, indem sich bestimmte Charakteristika innerhalb einer Zeile oder Spalte wiederholen, wenn man sie tabellarisch nach vokalischen Kern und Anfangs- oder Endrand sortiert. Die Silbenschrift ist darüber hinaus systematisch, wenn alle lautlichen Segmente mit graphischen Eigenschaften korrespondieren. Beides kommt vor allem in gezielt entwickelten modernen Silbenschriften vor.
So könnten sich bspw. einerseits die Silbenzeichen für /ka/ und /ku/ in derselben Weise ähneln wie die für /ta/ und /tu/ und andererseits könnten diejenigen für /ka/ und /ta/ sowie die für /ku/ und /tu/ eine graphische Gemeinsamkeit aufweisen – oder beides. Diese systematischen Veränderungen können durch das Hinzufügen von Teilglyphen (z. B. Gəʿəz) oder durch geometrische Translationen wie Drehen und Spiegeln (z. B. Cree) erzeugt werden.
Andere Silbenschriften nutzen arbiträre Syllabogrammen ohne erkennbare Ähnlichkeiten zueinander und heißen analytisch (z. B. Kana). Diese Zeichen sind häufig im Laufe der Zeit aus logographischen Vorläufern entstanden, indem Wortzeichen nur noch wegen ihrer Aussprache und nicht mehr für ihre Bedeutung verwendet und möglicherweise graphisch vereinfacht wurden.
In einer echten Silbenschrift steht jedes Zeichen für eine Silbe der entsprechenden Sprache (z. B. Cherokee), d. h. ein echtes Syllabogramm deckt alle Teile einer Silbe ab, also (nach westlicher Phonologie) Anlaut, Gipfel und Auslaut. Da sowohl Anfangs- als auch Endrand, also die gesamte Silbenschale, zumindest in manchen Sprachen optional ist, gibt es Start- ων/β, Kern- ν, End- νκ/ρ und Vollsyllabogramme ωνκ/σ, wobei in den meisten Silbenschriften nur einfache Start- CV und Kernsyllabogramme V verwendet werden.
In den unechten Silbenschriften müssen die Syllabogramme zum Teil kombiniert werden, um eine Sprechsilbe zu bilden, z. B. im japanischen Schriftsystem 〈CV〉 + ん ⟨n⟩ = /CVn/ oder ⟨CijV⟩ = /CjV/. Insbesondere Kana ist daher eher als „Morenschrift“ zu bezeichnen, denn ihre Silbenzeichen können ohne Kombination weder einen Langvokal oder Diphthong noch eine nasale Koda und auch kein Cluster aus Konsonant und Halbvokal im Onset enthalten. Dies entspricht den Regeln für Moren und Silben im gesprochenen Japanisch.
Ein Syllabar ist „vollständig“, wenn es alle möglichen Silben einer korrespondierenden Lautsprache abdeckt, ohne dass im Schriftsystem auf weitere graphematische Regeln zurückgegriffen werden muss. In der Praxis wird dieses Ziel, welches den „flachen“ alphabetischen Orthographien ähnelt, nie ganz erreicht.

## Grenzfälle
Einigen wenigen Schriften, z. B. dem koreanischen Hangeul, liegen zwar segmentale Alphabete zugrunde, aber die Segmentzeichen werden silben- oder morphemweise in Frames gruppiert, sodass die Leseeinheit syllabisch oder morphemisch ist. Sie werden zu den Silbenschriften gezählt, wenn dem Begriff eine funktionale und nicht eine operative Sicht zugrunde gelegt wird, d. h. wenn die praktische Anwendung im Lesen und Schreiben statt der theoretischen Analysegrundlage betrachtet wird.
Bei vielen indischen Schriften (Abugida) gibt es zwar (oft diakritische) Vokalzeichen, aber der häufigste Vokal (meist /a/) wird nicht mit einem eigenen Zeichen geschrieben, sondern es gibt im Gegenteil oft ein spezielles Zeichen (bspw. Virama), mit dem dieser „inhärente Vokal“ unterdrückt werden kann. Diese Schriften können entweder subtraktiv als Silbenschrift oder additiv als Segmentalschrift klassifiziert werden:
| Syllabisch | Phoneme | Segmental |
| ---------- | ------- | --------- |
| ⟨C1aC2a⟩   | /C1C2a/ | ⟨C1C2⟩    |
| ⟨CaV⟩      | /CV/    | ⟨CV⟩      |
| ⟨CaX⟩      | /C/     | ⟨CX⟩      |
| ⟨Ca⟩       | /Ca/    | 〈C〉     |

SilbenschriftIm Silbenzeichen Ca entfällt der inhärente Vokal, wenn es mit anderen Syllabogrammen oder einem Vokaldiakritikum kombiniert wird.
SegmentalschriftDas Konsonantenzeichen C erhält einen impliziten Vokal, wenn es nicht mit anderen Konsonanten oder einem Vokaldiakritikum kombiniert wird.
Viele Schriftsysteme mit Buchstabenschriften haben ebenfalls einen kleinen syllabischen Anteil, indem bei der Worttrennung mit dem nur dann am Zeilenende sichtbaren Strich eine Trennung nur nach vollständigen Silben oder Morphemen erfolgen kann (Silbentrennung).

## Beispiele
Folgende Schriften sind Silbenschriften:
- Vai-Schrift
- Kypro-Minoische Schrift
- Kyprische Schrift
- Kpelle-Schrift
- Linear A
- Linear B